# Лука Грачнар
Лука Грачнар (словен. Luka Gračnar; рођен 31. октобра 1993. у Јесеницама, Словенија) професионални је словеначки хокејаш на леду који игра на позицији голмана. 
Каријеру је започео у омладинском погону екипе Акрони Јесенице за коју је наступао до 2010. када је прешао у редове аустријског клуба Ред Бул Салцбург (ЕБЕЛ лига). У почетку је наступао за омладински тим Салцбурга, а од сезоне 2012. део је прве екипе. 
За млађе селекције Словеније наступао је у три наврата, на такмичењима за светска првенства играча до 18 и до 20 година, док је за сениорску репрезентацију дебитовао у новембру 2012. у пријатељској утакмици против селекције Италије у Хали Тиволи у Љубљани. Током 2013. наступао је за репрезентацију на Светском првенству и у квалификацијама за Олимпијске игре. Део је олимпијског тима Словеније на Зимским олимпијским играма 2014. у Сочију.